# トヨタ・センチュリーロイヤル
センチュリーロイヤル（CENTURY ROYAL）は、2006年（平成18年）から2008年（平成20年）までにトヨタ自動車が製作し、宮内庁へ納入したセダン型御料車、およびワゴン型車である。

## 概要
宮内庁管理部車馬課が管理する御料車。
皇室用の車両としてはトヨタ・センチュリーも保有しているが、センチュリーが一般的な公式行事の行幸啓や私的な外出で使用されるのに対し、センチュリーロイヤルは国会開会式、全国戦没者追悼式、国賓接遇などの格式の高い公式行事でのみ使用され、運用は区別されている。。
1967年（昭和42年）以来、御料車としては日産・プリンスロイヤルが使用されてきたが、老朽化のため更新されることとなった。しかし、同車を納入した日産自動車は、御料車に要求される生産要素をめぐる判断から次代の車両納入を辞退した。
その後、トヨタが大型高級車センチュリー（2代目 GZG5#型）をベースとした新規車種の納入を提案し、2005年（平成17年）8月にセンチュリーロイヤルの採用が決定した。トヨタ社内での車両開発コードネームは「大きな車」であった。
センチュリーロイヤルはベース車であるセンチュリーとは別物になるほどの改良が加えられている。窓の強化防弾ガラス採用や観音開きの側扉、乗車した天皇・皇后や皇族の姿が明瞭に見えるよう拡大された室内高と窓などがある。内装も和紙や毛織物などの素材が使われている（詳細は後述）。細かいところでは、給油口がベース車両が右側なのに対して本車両は左側になっている。
2006年（平成18年）7月7日以降、宮内庁に順次納入され9月28日の臨時国会開会式臨席の際から使用された。当初は、8月15日の全国戦没者追悼式から使用される予定であった。当初はプリンスロイヤルの台数と同じ5台の購入を予定していたが、国の財政状況を考慮し、1台減の4台体制となった。4台のナンバープレートは「皇1」、「皇2」、「皇3」、「皇5」であり、このうち「皇2」は寝台車（霊柩車）である。（「皇4」は欠番）
また、2007年9月から特装車2両が納入され、翌2008年5月に中華人民共和国の国家主席胡錦濤および夫人が国賓として来日した際から使用された。
価格は、天皇・皇后が公式行事等で乗車する標準車（「皇1」）で、1台5,250万円（税込）。防弾・装甲性能等が強化された国賓接遇用の特装車（「皇3」「皇5」）で、1台9,450万円（税込）。
前述のとおり、センチュリーロイヤルのベース車は2代目センチュリーであるが、2019年に導入された「皇9」から御料車のベース車が3代目センチュリー（UWG60型）に変更されている。2019年11月10日に行われた即位の礼・祝賀御列（おんれつ）の儀に使用されたオープンカーも3代目センチュリーをベースとして1台だけ製作された特別仕様車であるが、センチュリーロイヤルではない。なお、このオープンカーは「皇10」のナンバープレートを付けて祝賀御列の儀と伊勢神宮内宮への親謁の儀で使用された後は、御料車としての役目を終え内閣府へ移管されており、以後は2020年東京オリンピック後のパレードなどに使用される予定である。

## 構造・機構
詳細な仕様・諸元は公開されていない。ベース車両に関してはセンチュリーを参照。
- 全長6,155 mm、幅2,050 mm、高さ1,780 mm、車両重量2,920 kg（標準車）、8人乗りのリムジンである。
- 3列8人乗りとし、車体をストレッチリムジン化している（ベース車のセンチュリーは5人乗り）
- 側扉は観音開き式である。
- 後席の天皇・皇后・上皇・上皇后・皇族の姿がより明瞭に見えるよう、後扉窓・扉後方窓の窓を一体的に拡大している。また窓ガラスは強化防弾ガラスが採用されている。
- 内装には、天井に和紙、後部座席に毛織物、乗降ステップに御影石などが使われている。
- 後部座席からの乗降のしやすさを考慮し、室内の床面を可能な限り下げる設計がされている（宮内庁からの設計要求事項の１つ）。
- 前席は革張り・後部座席は布である。これはリムジンとしての伝統的様式であり、元々リムジンは馬車の一形式に由来するが、御者が座り雨ざらしになる前席は耐久性が高い革張りで、主人や客が乗る後席は座り心地を重視した布張りである。この仕様は、先代の御料車である日産・プリンスロイヤルや、イギリス王室が利用するベントレー・ステートリムジンも同様である。なお一般型のセンチュリーは前後のシートを別素材にすることは出来ない。
- 後席には伊勢神宮に天皇参拝時に剣璽動座を行う際に皇居から持ち出される、三種の神器の「八尺瓊勾玉」「草那藝之大刀」を安置するための台座が設置できる。

## 車両
- 皇1 - 標準仕様。天皇・皇后・上皇・上皇后が乗車。
- 皇2 - 寝台車（霊柩車）。2008年（平成20年）に製造され、センチュリーロイヤルとしては最後に製作された。2012年（平成24年）6月に行われた寬仁親王の斂葬の儀で初めて使用された。リムジンのDピラー部をそのままバックドアまで展張した、6ライトのオーソドックスなデザイン。尾灯のレンズが、リムジンは赤一色であるのに対し、寝台車はクリア（内部で着色LEDが点灯）である。
- 皇3・皇5 - 国賓接遇用の特装車。防弾・装甲性能等を強化している。新任の各国駐日大使が信任状奉呈式に向かう際にも使用されるが、信任状奉呈式では当車両と馬車と選ぶことができ、多くの大使が当車ではなく馬車を希望する。地方行幸啓や伊勢神宮の式年遷宮に伴う親拝では、天皇が乗車する御料車には剣璽が同乗するため、皇后は当車を使用する。また、予備車両として使用される。車両総重量が3,500kgを超えるため準中型自動車扱いになる。

## 参考
- 新御料車について - 宮内庁管理部（平成18年7月12日）